# Сатурнія мала
Сатурнія мала (Saturnia pavonia) — вид комах з родини Saturniidae.

## Морфологічні ознаки

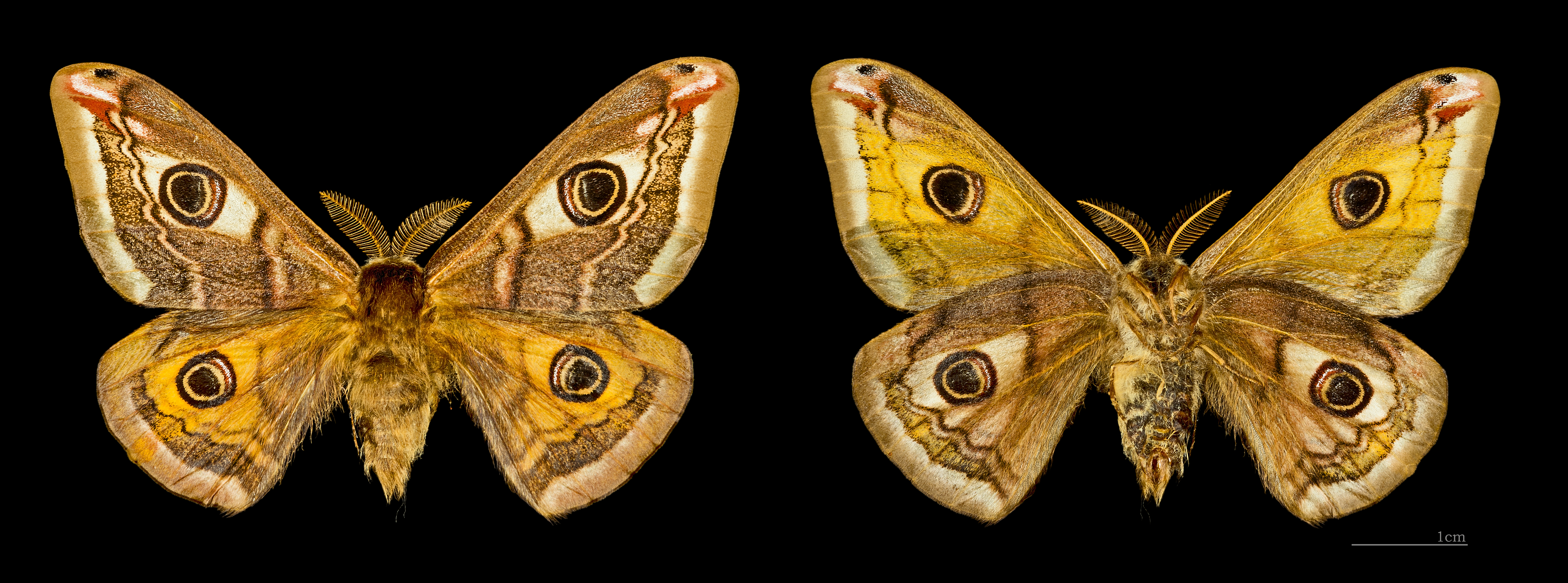
♂
♀

Розмах крил — 50-76 мм. Статевий диморфізм виразний. Передні крила самця бурі, задні — яскраво-руді; загальний фон крил самиці сірий. На кожному крилі є по одній великій очкуватій плямі, що утворена різнобарвними концентричними кільцями з чорною облямівкою та центром і кілька подвійних хвилястих ліній; зовнішня облямівка крил світло-сіра всередині та темно-сіра зовні. Тіло та прикоренева частина крил опушені.

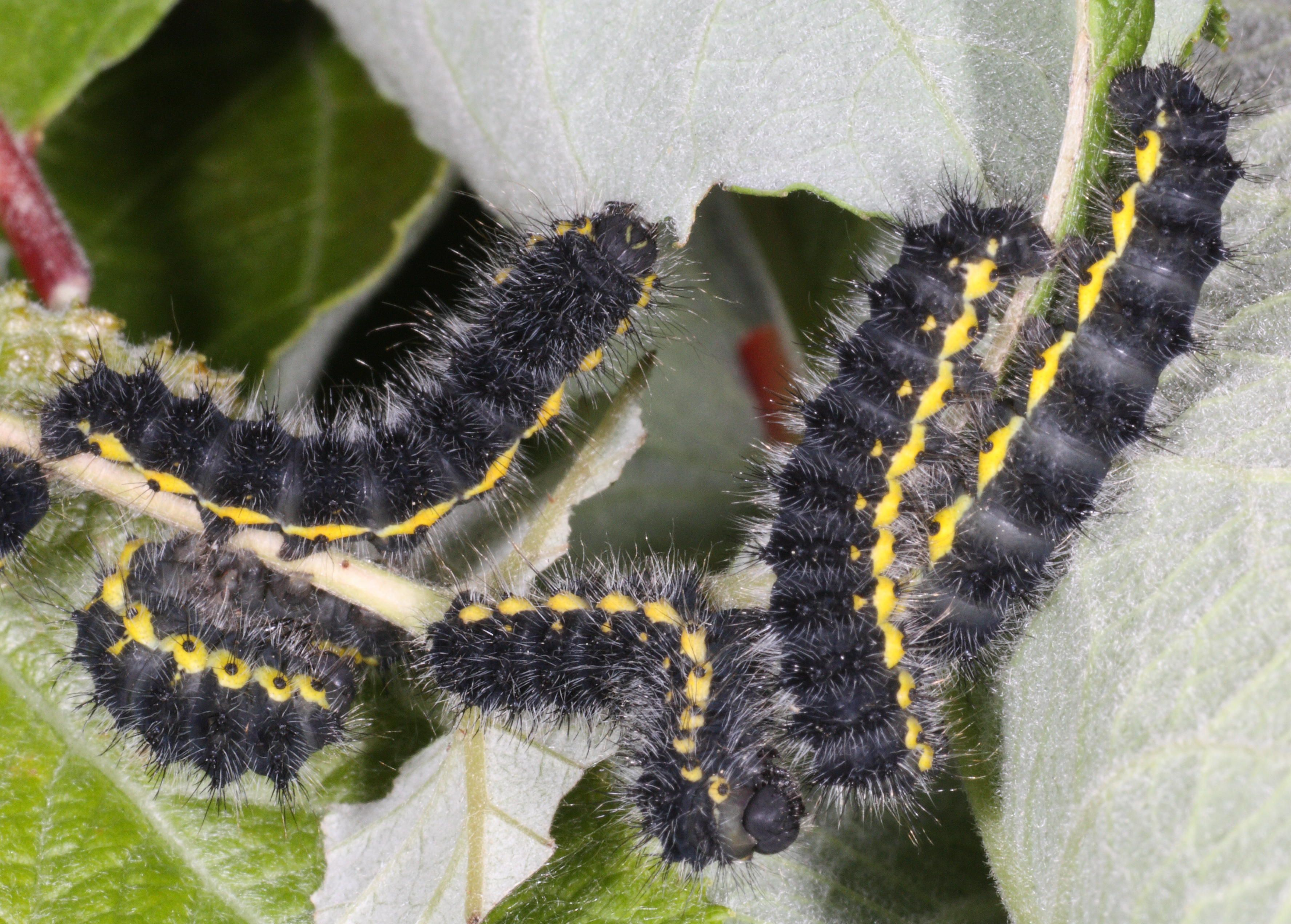
Личинки
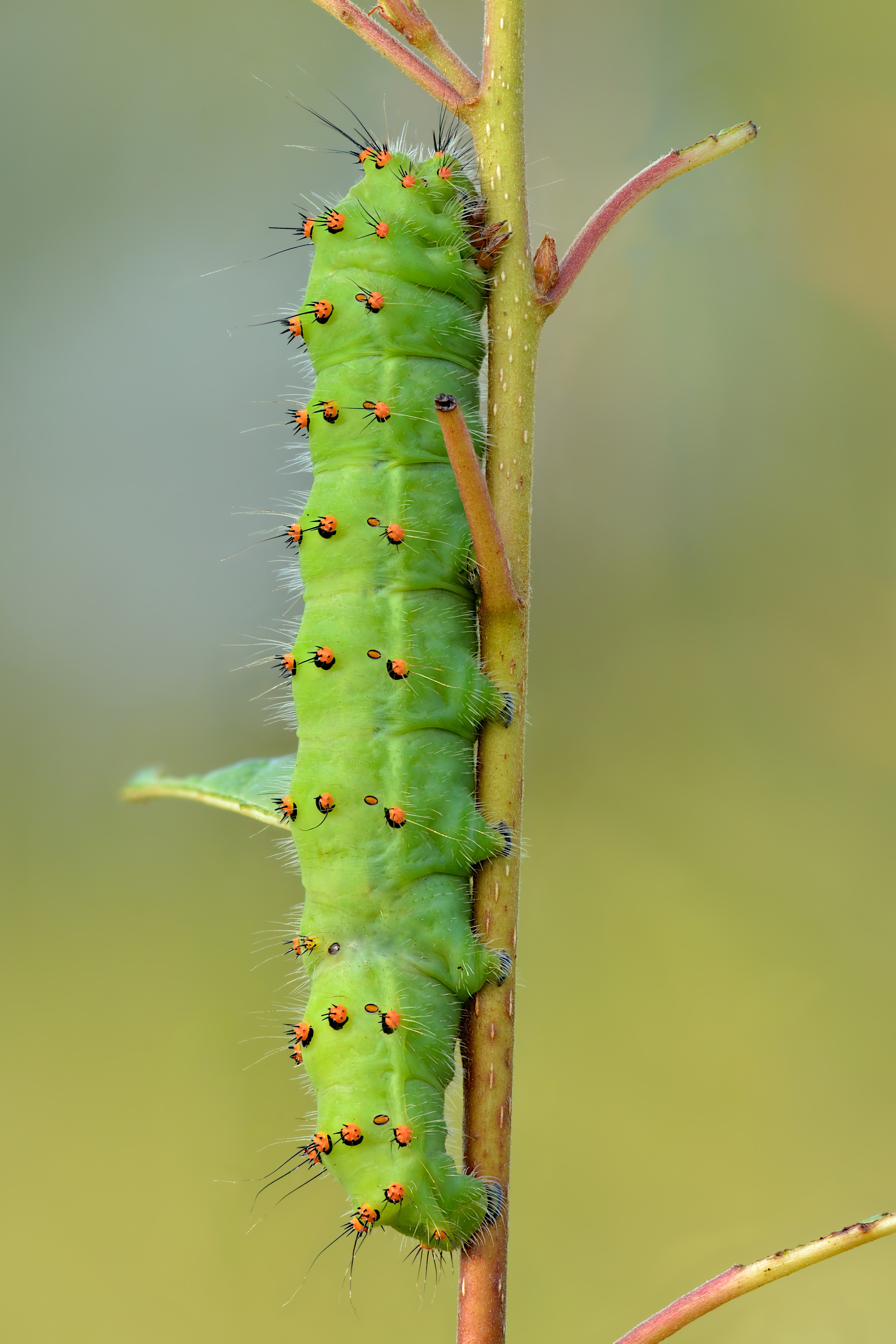
Гусінь
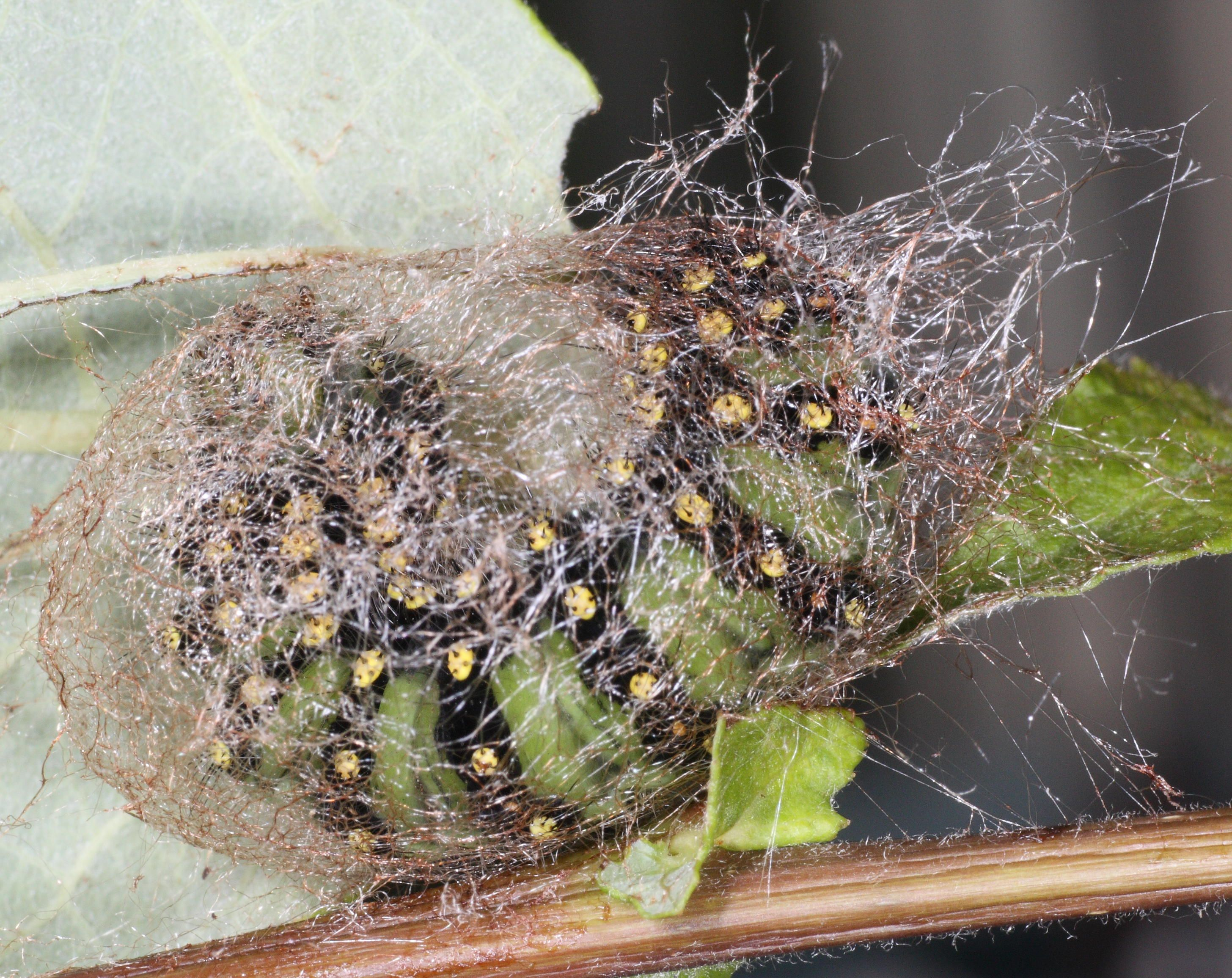
Лялечки

## Поширення
Лісова, лісостепова та (частково) степова зони Євразії.
В Україні спорадично зустрічається майже повсюдно.

## Особливості біології
Зустрічається на лісових галявинах та узліссях, у рідколіссях, серед чагарникових пустищ, на степових ділянках з заростями терену, шипшини тощо, на верхових болотах, іноді — у парках та садах. Протягом року розвивається 1 генерація. Літ імаго — з кінця квітня до середини травня, самці активні з полудня до сутінок, іноді — вночі, самиці малорухливі, яйця відкладають уночі (до 200 шт.). Метелики не живляться. Гусінь живиться на різноманітних деревах (дуб, граб, береза, липа, верба, горобина тощо), але віддає перевагу чагарникам (терен, глід, ожина, малина, шипшина, жостір) та чагарничкам (чорниця, верес тощо). Розвивається гусінь з кінця травня до середини липня. Заляльковується на прикореневій частині кормової рослини у твердому грушоподібному коконі. Зимує лялечка, діапауза якої може тривати до 3 років.

## Загрози та охорона
Загрози: знищення природних біотопів (чагарників, рідколісся тощо), зміна породної структури лісу, застосування пестицидів.
Як компонент біоценозу пасивно охороняється у Чорноморському БЗ. Доцільно створити ентомологічні заказники у місцях виявлення популяцій виду. Є досвід тривалого лабораторного розведення у Інституті зоології НАН України.
2012 року цей вид метеликів оголошено в Німеччині метеликом року.